# RZSD EP2K
RZSD EP2K egy nagy teljesítményű orosz 3 kV egyenáramú, Co'Co' tengelyelrendezésű villamosmozdony-sorozat. Elsősorban személyszállító vonatok vontatására használják. 2006 óta gyártja az orosz Kolomnai mozdonygyár az RZSD részére. Az RZSD tervei szerint összesen 259 fog forgalomba állni 2014-ig, hogy leváltsa az elavult RZSD ЧС2 villamos mozdonyokat, később pedig az RZSD VL10-es és az RZSD VL11-es sorozatot. Az első mozdony 2006-ban készült el, majd 2006-2007 között tesztelés következett a Nyugat-szibériai vasúton. A második mozdonyt pedig a Moszkva - Szentpétervár Október Vasúton tesztelték. A gépek moduláris felépítésűek, hogy a javítás és a karbantartás minél gyorsabb legyen.